# برنس فيلدر
برنس فيلدر (بالإنجليزية: Prince Fielder)‏ هو لاعب كرة قاعدة أمريكي، ولد في 9 مايو 1984 في أونتاريو في الولايات المتحدة.

## وصلات خارجية
- برنس فيلدر على موقع دوري كرة القاعدة الرئيسي (الإنجليزية)
- برنس فيلدر على موقعبيزبول رفرنس.كوم (الدوري الرئيسي) (الإنجليزية)
- برنس فيلدر على موقعبيزبول رفرنس.كوم (الدوري الثانوي) (الإنجليزية)
- برنس فيلدر على موقع إي إس بي إن.كوم (أم.أل.بي) (الإنجليزية)
- برنس فيلدر على موقع مشجعي الرسوم البيانية (الإنجليزية)
- برنس فيلدر على موقع الموسوعة البريطانية (الإنجليزية)
- برنس فيلدر على موقع إن إن دي بي (الإنجليزية)